# بیکن اسکور (فلوریدا)
بیکن اسکور (به انگلیسی: Beacon Square) یک منطقهٔ مسکونی در ایالات متحده آمریکا است که در شهرستان پاسکو، فلوریدا واقع شده‌است. بیکن اسکور ۵٫۳ کیلومتر مربع مساحت و ۷٬۲۶۳ نفر جمعیت دارد و ۲ متر بالاتر از سطح دریا قرار دارد.